# البرازيل خلال الحرب العالمية الأولى

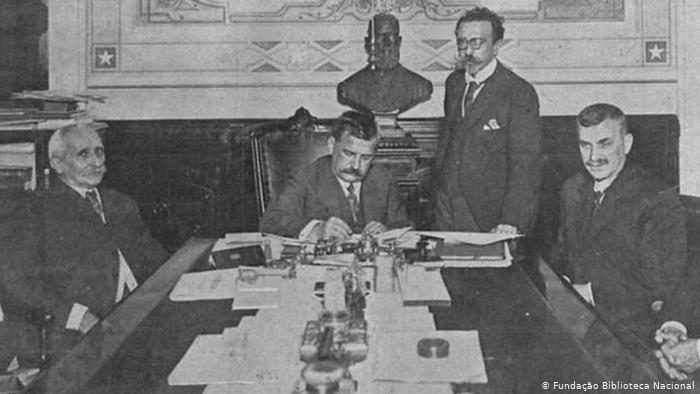

تبنّت البرازيل موقفًا محايدًا بصورة أولية خلال الحرب العالمية الأولى (1914-1918)، تبعًا لاتفاقية لاهاي، في محاولة منها للحفاظ على منتجاتها المصدرة إلى الأسواق الخارجية، خاصةً القهوة والمطاط والمواد الصناعية. على أي حال، بعد غرق السفن التجارية البرازيلية بصورة متكررة نتيجة اعتداءات الغواصات الألمانية، أعلن الرئيس فينسيسلاو براس الحرب ضد قوى المركز في عام 1917. تُعتبر البرازيل الدولة الوحيدة في أمريكا اللاتينية التي شاركت بشكل مباشر في الحرب. تمثلت المشاركة الرئيسية في دورية البحرية البرازيلية ضمن مناطق المحيط الأطلسي.

## المرحلة الأولى
أعلنت البرازيل رسميًا الحياد في 4 أغسطس 1914. واجهت البرازيل وضعًا اجتماعيًا واقتصاديًا معقدًا في بداية الحرب مع أنها التزمت الحياد. اعتمد اقتصادها إلى حد كبير على صادرات المنتجات الزراعية مثل القهوة والمطاط والمنتجات الصناعية بصورة محدودة للغاية. لم تُعتبر المنتجات التي صدرتها البرازيل ضرورية للمستهلكين الأجانب، ما أدى إلى انخفاض الرسوم الجمركية ورسوم التصدير (المصدر الرئيسي للدخل الحكومي) بالتزامن مع استمرار الصراع. تفاقمت هذه المشكلة أيضًا نتيجة الحصار الألماني لموانئ الحلفاء، ومن بعده الحظر البريطاني على استيراد البن إلى إنجلترا في عام 1917، الذي اعتمده الإنجليز نتيجة تخصيص الحكومة البريطانية مساحة الشحن على السفن لبضائع أكثر حيوية، نتيجة خسائر السفن التجارية إبان الهجمات الألمانية.
غرقت السفينة التجارية البرازيلية ريو برانكو بعد هجوم غواصة ألمانية في 3 مايو 1916، ولم تتأثر الحكومة البرازيلية بالضجة الشعبية التي أثارها الحدث ولم تعتبر الاعتداء هجومًا غير قانوني من قبل غواصة ألمانية لأنه تمّ في مياه مغلقة تابعة للبريطانيين، بالإضافة إلى كون معظم طاقمها من النرويجيين. اهتزت العلاقات بين البرازيل والإمبراطورية الألمانية بسبب القرار الألماني بالدخول في حرب غواصات مفتوحة، ما سمح لغواصاتها بإغراق أي سفينة خرقت الحصار. دمرت غواصة ألمانية السفينة البرازيلية الكبيرة بارانا (4446 طنًا) في 5 أبريل 1917، بناءً على المطالب المقدمة من البلدان المحايدة، ما أسفر عن مقتل ثلاثة برازيليين، بالإضافة إلى غرق السفينة المحملة بالقهوة والمسافرين.

## الاحتجاجات
اندلعت احتجاجات عدة في العاصمة مع وصول أنباء غرق بارانا إلى البرازيل بعد بضعة أيام. اضطر وزير العلاقات الخارجية لورو مولر -صاحب الأصول الألمانية والموقف المحايد- إلى الاستقالة. نُظّمت مسيرات سلمية ضمت الآلاف من الأفراد في بورتو أليغري، لكنها بدأت لاحقًا تأخذ منحى أكثر عنفًا، إذ بدأ المتظاهرون بمهاجمة المتاجر والممتلكات التي يملكها الألمان العرقيون أو أحفادهم، مثل فندق شميدت، والمجتمع الألماني، ونادي وصحيفة دويتشه تسايتونج، وتورنرباند، التي تمت مداهمتها ونهبها وإحراقها. في 1 نوفمبر 1917، دمرت عصابة غاضبة المنازل والنوادي والمصانع في بتروبوليس، بما فيها مطعم براهما (المدمر تمامًا)، والمجتمع الألماني، والمدرسة الألمانية، وشركة آرب، والمجلة الألمانية، وغيرها الكثير. في الوقت نفسه، انطلقت أيضًا مظاهرات صغيرة في مدن أخرى. تكررت حلقات العنف حتى إعلان البرازيل الحرب على ألمانيا وحلفائها في أكتوبر 1917.
رغم اشتداد المظاهرات القومية والمؤيدة للحرب خلال عام 1917، لم تتفوق أبدًا على المظاهرات المناهضة للحرب والعسكرة بقيادة النقابيين والأناركيين والسلميين، الذين عارضوا الحرب واتهموا الحكومة بصرف الانتباه عن المشاكل الداخلية، ودخلوا أحيانًا في صراع مع الجماعات القومية التي دعمت مشاركة البرازيل النشطة في الحرب. تبع القمع العنيف إضرابًا عامًّا في أواخر عام 1917، وكان إعلان الحرب في أكتوبر بمثابة وسيلة لإعلان حالة الطوارئ واضطهاد المعارضين.

### العواقب الدبلوماسية
- 11 أبريل 1917: قطعت البرازيل العلاقات الدبلوماسية مع ألمانيا.
- 20 مايو 1917: تدمير السفينة تيجوكا بالقرب من الساحل الفرنسي من قِبل الغواصة الألمانية إس إم يو سي-36. شهدت الأشهر التالية أيضًا استيلاء الحكومة البرازيلية على 42 سفينة تجارية ألمانية كانت في الموانئ البرازيلية.
- 22 مايو 1917: ضربت طوربيدات إحدى الغواصات الألمانية الباخرة لابا.[3]
- 23 أكتوبر 1917: نُسفت سفينة الشحن البرازيلية ماكاو، إحدى السفن التي استولي عليها في أثناء الحرب، من قبل الغواصة الألمانية إس إم يو-93 بالقرب من ساحل إسبانيا، مع أخذ القبطان أسيرًا.
- 26 أكتوبر 1917: أعلنت البرازيل الحرب على قوى المركز بدعم شعبي محدود.
- 4 نوفمبر 1917: دُمّرت سفينتا أكاري وغويبا من قِبل الغواصة الألمانية إس إم يو-151 نفسها.

## التدخل العسكري

### خطة كالوغيراس
أدلت إدارة فينسيسلاو براس، الذي دخل عامه الأخير في منصبه، بتصريحات تفيد بعدم وجود نية بإقحام البلاد في عمق الصراع. أُعدّ تقرير سري بتكليف من المرشح الرئاسي المنتخب حينها، رودريغز ألفيز، في أوائل عام 1918. قدّم التقرير توصياته بشأن دخول البرازيل في الصراع، إذ تولى الخبير البرلماني في السياسة الخارجية والشؤون العسكرية، جواو بانديا كالوغيراس، تنسيق التقرير، واقترح أن ترسل البلاد قوة استكشافية كبيرة للقتال في الحرب، مع استخدام جميع الوسائل اللازمة (بما فيها سفن الأعداء التي تم الاستيلاء عليها بالفعل في المياه والموانئ البرازيلية) لإنزال القوات على الأراضي الفرنسية، حيث من المزمع تدريبهم وتجهيزهم من قبل الفرنسيين، تحت مظلة التمويل الأمريكي عبر قروض مصرفية، تُسدد لاحقًا عن طريق التعويضات المفروضة على الأعداء المهزومين بعد الحرب.
تضمنت خطة كالوغيراس (التي نُشرت فقط بعد وفاة مؤلفيها) العديد من المقترحات للإدارة الجديدة المنتخبة (التي استلمت السلطة في نوفمبر من ذلك العام)، ضمن مجالات حكومية عديدة. فيما يتعلق بانخراط البلاد في الصراع، لم تعتمد الخطة على شح الهياكل الصناعية العسكرية التي كانت سمة من سمات البلاد في ذلك الوقت. على أي حال، فإن سير الأحداث الداخلية والخارجية في ذلك العام، بالإضافة إلى الظروف المحددة للسياسة البرازيلية (بما فيها معارضة السكان للحرب) وغياب سياسة خارجية واضحة، كلّها كانت عوامل حالت دون مشاركة البلاد بصورة أكبر في الصراع.

### الجيش
زاد تعداد الجيش البرازيلي إلى ما يعادل 54000 رجل بعد إعلان الحرب، لكن اقتضت هذه الزيادة السريعة ضرورة توجيه معظم الموارد المتاحة على الفور نحو تدريب المجندين الجدد وتجهيزهم. اقتصرت المشاركة البرازيلية المباشرة في العمليات البرية على بعثة عسكرية تحضيرية ضمّت 24 ضابطًا ورقيبًا، أُرسلت إلى أوروبا في منتصف عام 1918، حيث التحق أعضاؤها بالوحدات التابعة لقوات الحلفاء، خاصةً في الجيش الفرنسي، لاكتساب المعرفة حول التقنيات الحديثة المستخدمة في التنظيم والقتال على الجبهة الغربية. حالت نهاية الصراع في نوفمبر 1918 دون زيادة تطوير المشاركة العسكرية للبلاد في الحرب على النحو المتوخّى في خطة كالوغيراس.
رُقّي ثلث الضباط الذين أُرسلوا إلى فرنسا تكريمًا لشجاعتهم في المعركة. وكان من بينهم آنذاك الملازم خوسيه بيسوا كافالكانتي دي ألبوكيركي الذي غدا خلال حياته المهنية إيديولوجياً ومصلحاً مهمًا في الجيش البرازيلي، بالإضافة إلى الرائد تيرتوليانو بوتيغوارا، وهو شخصية مثيرة للجدل اتُّهم بارتكاب جرائم حرب في حرب كوستنادو، وأصيب خلال قتاله في معركة سانت كوينتين كانال في هجوم غابة أرجون.